# Lamborghini Pregunta

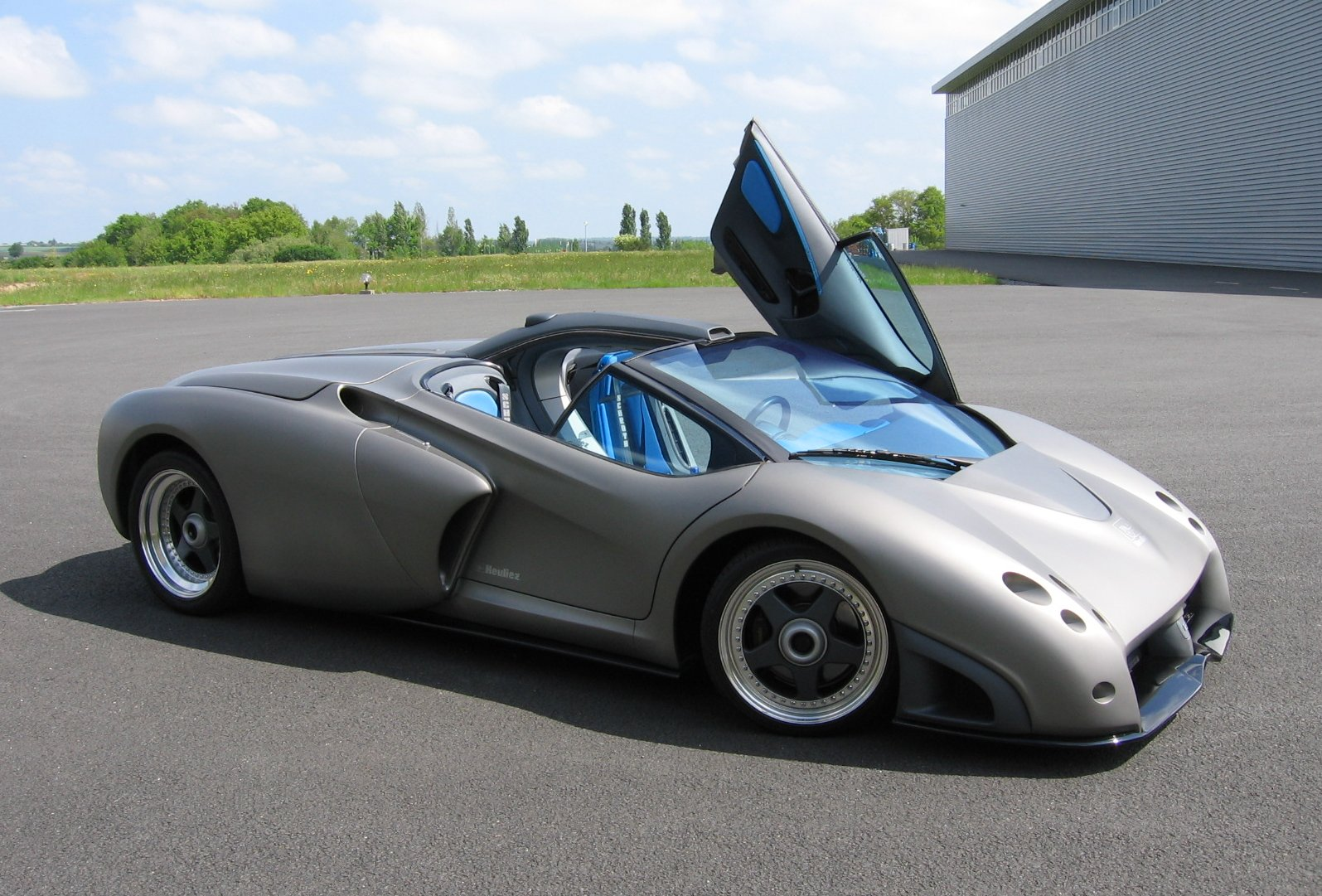
Lamborghini Pregunta.

La Lamborghini Pregunta est un concept-car, réalisé en un seul et unique exemplaire à Turin (Italie), à partir de la Lamborghini Diablo, par le carrossier franco-italien Heuliez Torino, sous la direction de Marc Deschamps.

## Historique
Lamborghini connut plusieurs rachats successifs après le départ de Ferruccio Lamborghini, notamment par Chrysler, puis par le groupe indonésien Megatech et le fils du président Soeharto, jusqu'en 1998.
En juin 1998, juste avant que le Volkswagen AG ne prenne le contrôle total de Lamborghini à la fin de cette même année, la firme italienne signe un contrat de coopération avec la société Heuliez Torino pour la conception et la réalisation d'un prototype dérivé de la Lamborghini Diablo. Un châssis de développement est fourni gratuitement par l'usine à Heuliez Torino. La collaboration est très précisément cadrée par les clauses du contrat, notamment pour protéger les droits de Lamborghini pour une production possible de la voiture.
Le style est confié au patron d'Heuliez Torino, Marc Deschamps, qui fut le directeur du style de Bertone pendant une vingtaine d'années (succédant au célèbre Marcello Gandini, styliste favori de Lamborghini). Deschamps avait alors la confiance de Lamborghini pour qui il avait déjà signé notamment la prototype Athon, un roadster ambitieux et remarqué (1980). C'est également Deschamps qui a dessiné la super-car Edonis, aux formes radicales et spectaculaires, capable d'atteindre 350 km/h, mais qui ne fut jamais commercialisée.
Deschamps et Heuliez s'engagent notamment à ne présenter le prototype qu'en accord avec Lamborghini, et à ne vendre ni ne céder les droits à aucun tiers ; enfin, un seul exemplaire doit être construit.
La Pregunta - un nom espagnol comme celui de presque toutes les Lamborghini - est présentée au Salon de Paris en 1998 et au Salon de Genève l'année suivante. Très remarqué, ce roadster aux formes à la fois futuristes et animales, utilisant des technologies avancées (peinture furtive, caméra de recul, tableau de bord type F1, habitacle asymétrique) n'est pas officiellement présentée par Lamborghini, mais il s'agit bel et bien d'une sorte de super-Diablo, parfaitement opérationnelle et susceptible d'être mise en production à Sant'Agata.
La Pregunta est donnée pour 520 chevaux - avec le V12 des plus récentes Diablo - et 333 km/h. Par rapport à la Diablo VT, dont elle est issue, la traction intégrale est abandonnée pour gagner du poids, le châssis est renforcé et les radiateurs d'eau sont reportés à l'avant.
Dès la fin de 1998, cependant, Volkswagen AG décide la cessation des projets originaux en cours, aussi bien la Pregunta que la Canto, cela en raison de la volonté de la direction d'homogénéiser la production en utilisant en priorité la base d'organes Audi pour les futurs modèles Lamborghini.
La Pregunta reste un prototype construit en un seul et unique exemplaire, dont le dixième anniversaire de la présentation a été célébré en octobre 2008. Il est aujourd'hui la propriété de la société Autodrome à Paris.